# Maluma
Maluma, właśc. Juan Luis Londoño Arias (ur. 28 stycznia 1994 w Medellín) – kolumbijski wokalista, autor tekstów, model i projektant mody.
Jego pseudonim jest połączeniem dwóch pierwszych sylab imion matki Marlli, jego ojca Luisa i jego siostry Manueli.

## Życiorys

### Wczesne lata
Urodził się i wychował w Medellín, jest synem Marlli Elizabeth Arias Giraldo i Luisa Alfonso Londoño Zapaty. Dorastał ze starszą siostrą, Manuelą.
Od najmłodszych lat okazywał zainteresowanie piłką nożną, grając w drużynach Atlético Nacional i Equidad Sports Club. We wczesnych latach młodzieńczych zainteresował się także muzyką, a w szkole średniej był znany ze swoich uzdolnień wokalnych. Uczęszczał do Colegio Hontanares w El Retiro w departamencie Antioquia, gdzie wielu jego przyjaciół zachęcało go do udziału w lokalnych konkursach wokalnych. W wieku 15 lat wraz z bliskim przyjacielem skomponował pierwszą piosenkę „No quiero”, a rok później dostał szansę nagrania swojego pierwszego utworu w profesjonalnym studiu nagraniowym, co umożliwił mu jego wujek Juan Parra, w ramach prezentu urodzinowego.

### Kariera
W 2010 zaczął pobierać lekcje śpiewu, nagrywał single jako niezależny artysta, a jego piosenka „Farandulera” stała się popularna w lokalnych rozgłośniach radiowych. W międzyczasie podpisał kontrakt z wytwórnią Sony Music Entertainment Colombia i Sony Latin. Wytwórnia wydała następnie kolejny singiel „Loco”.
W 2012 wydał debiutancki album studyjny pt. Magia, który sprzedał się w liczbie 10 tys. kopii w całym kraju. Teledysk do singla „Obsesión” został nakręcony na dworcu kolejowym w Antioquia, a wystąpiła w nim kolumbijska modelka Lina Posada, która wcześniej pojawiła się w teledysku do piosenki Don Omara „Taboo” (2011). Inne single wydane z albumu to „Miss Independent”, który dotarł do 2. miejsca ogólnokrajowej listy przebojów Colombian National-Report, i „Pasarla Bien”. Album uzyskał ostatecznie złotą certyfikację w Kolumbii. Maluma był również nominowany do nagrody Shock 2012 jako najlepszy nowy artysta. Ostatnie dwa single z jego debiutanckiego albumu to „Primer Amor” i „Miss Independent”, któremu towarzyszył teledysk, nagrany w Medellín.
W 2013 został nominowany do nagrody Latin Grammy Awards w kategorii odkrycie roku. W 2014 wydał teledyski do singli „La Curiosidad”, „Carnaval” i „Addicted”. Wyświetlenia teledysków i rozpoznawalność wokalisty wciąż rosły, dlatego było jedynie kwestią czasu aż jego piosenki zaczęły się stopniowo pojawiać także na listach przebojów w Stanach Zjednoczonych. Współpracował także z piosenkarzem Elvisem Crespo przy piosence tematycznej „Olé Brazil” nagranej dla Mistrzostw Świata w Piłce Nożnej 2014. Kolejny singiel Malumy „La Temperatura” (2014) ukazał się jako część mixtape’u PB.DB The Mixtape. Na przełomie 2014 i 2015 był trenerem w programie La voz Kids Colombia.
Przełomem w jego karierze okazał się album pt. Pretty Boy, Dirty Boy (2015), który był utrzymany w stylu reggaeton. Promował go singlami: „El perdedor”, „Borró Cassette” i „Sin Contrato”, które stały się przebojami nie tylko w Kolumbii, ale także w Argentynie, Meksyku i Hiszpanii, co było początkiem międzynarodowej kariery Malumy. W 2015 wyprodukowana została również jego pierwsza linia ubrań.

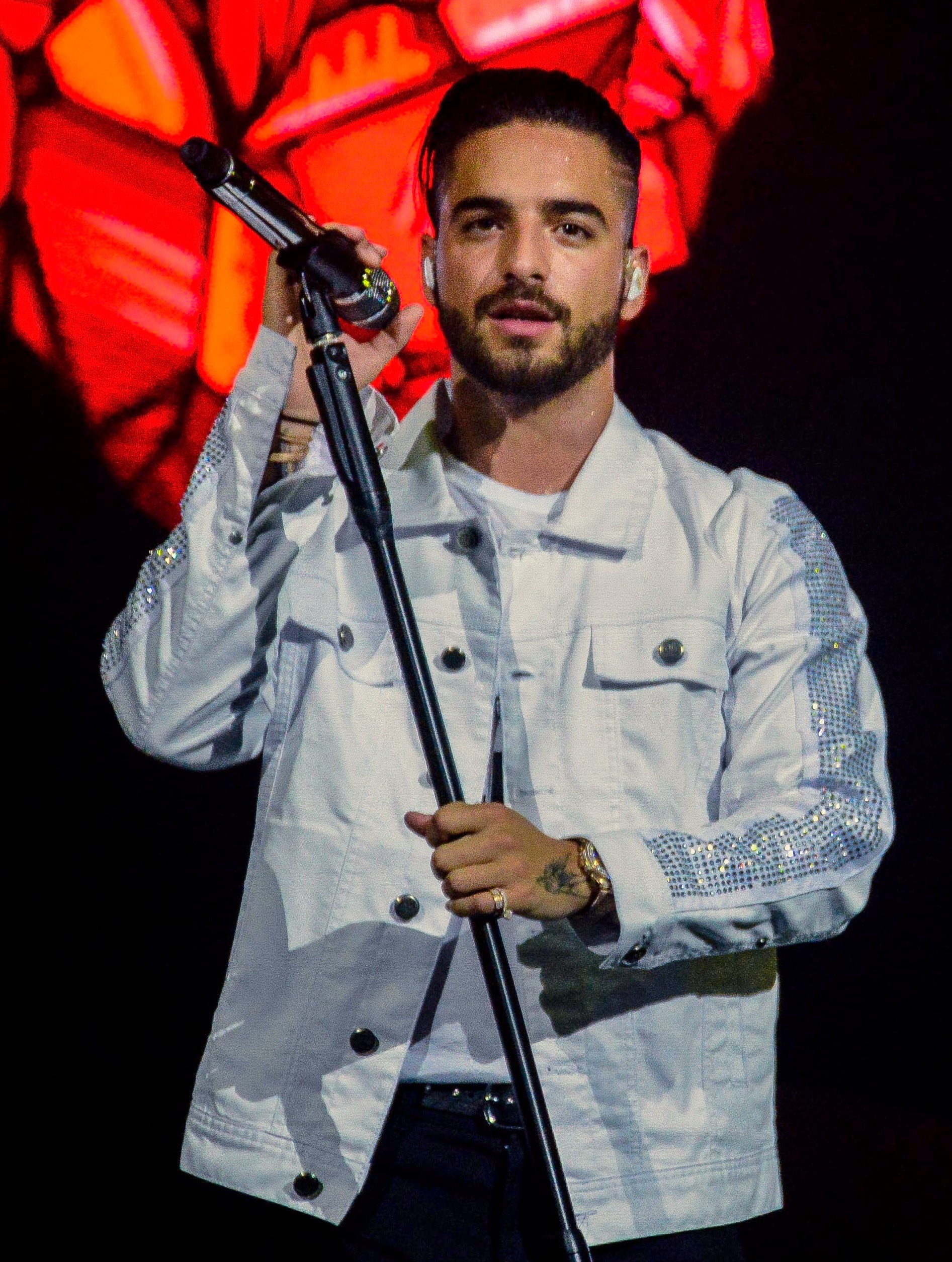
Maluma (2017)

W 2016 współpracował z powodzeniem z Thalíą („Desde esa noche”), Shakirą („Chantaje”) i Rickym Martinem („Vente pa’ ca”). Jego przebój „Chantaje” z Shakirą znajduje się w pierwszej dwudziestce klipów z największą ilością odtworzeń na YouTube w historii, z imponującym wynikiem ponad 2,3 miliarda wyświetleń i był to też drugi najczęściej odtwarzany teledysk w roku 2017.
Znalazł się na okładkach magazynów, takich jak „Seventeen” (w lutym 2017) „Caras” (w czerwcu 2017), „Esquire” (w lipcu 2017), „Harper’s Bazaar” (2017), „Mundo Caribe” (w styczniu 2018), „Vogue” (w sierpniu 2018) czy „People” (w listopadzie 2018).
W kwietniu 2017 wydał piosenkę „Felices los 4”, nagraną z udziałem Marca Anthony’ego, która uzyskała liczne certyfikacje, zdobyła setki milionów wyświetleń w serwisie YouTube i otworzyła mu drzwi do podpisania międzynarodowego kontraktu. Wystąpił też gościnnie w piosence Lil Pumpa, XXXTentaciona i Swae Lee „Arms Around You” (2018). Również w 2018 wydał album pt. F.A.M.E., za którego sprzedaż uzyskał sześć platynowych płyt. F.A.M.E. był pierwszym albumem Malumy notowanym w głównym zestawieniu sprzedaży płyt amerykańskiego Billboardu. Wideoklip „Mala Mía” miał 6,6 mln odsłon na YouTube. Zdobył nominację do Nickelodeon Kids’ Choice Awards w kategorii Nagroda Blimp 2018 – ulubiony globalny artysta.
17 kwietnia 2019 premierę miał singiel „Medellín”, który nagrał w duecie z Madonną na jej album pt. Madame X. Nagrali wspólnie również utwór „Soltera”, nagrany na album Malumy 11:11, który ukazał się 17 maja 2019 i zawiera utwory nagrane z najpopularniejszymi artystami tworzącymi muzykę latynoską, jak Ricky Martin, Zion & Lennox, Ty Dolla Sign, Ozuna i Nicky Jam. 5 czerwca na platformie YouTube miał premierę film dokumentalny Maluma: Lo Que Era, Lo Que Soy, Lo Que Sere (2019) w reżyserii Jessy’ego Terrero.
W 2020 wziął udział w kampanii reklamowej dla Calvina Kleina. 21 sierpnia 2020 wydał album pt. Papi Juancho, a we wrześniu premierę miały dwie piosenki, które nagrał z Jennifer Lopez – „Pa’ti” i „Lonely”. 14 lutego 2022 odbyła się premiera komedii romantycznej Wyjdź za mnie, w której zagrał Bastiana u boku Jennifer Lopez i Owena Wilsona.

## Życie prywatne
W 2017 był związany z modelką Natalią Barulich, którą poznał na planie teledysku „Felices los 4”. Obecnie spotyka się z Suzana Gomez.

## Dyskografia

### Albumy
- Magia (2012)
- Pretty Boy, Dirty Boy (2015)
- F.A.M.E. (2018) – złota płyta w Polsce[22]
- 11:11 (2019)
- „Papi Juancho „(2020)
- 7DJ (2021)

### Single
- 2011 – „Farandulera”
- 2011 – „Loco”
- 2012 – „Obsesión”
- 2013 – „Primer amor”
- 2013 – „La temperatura”
- 2014 – „Addicted”
- 2015 – „El Tiki”
- 2015 – „Borro Cassette”
- 2016 – „El perdedor”
- 2016 – „Sin contrato”
- 2017 – „Felices los 4” – platynowa płyta w Polsce[23]
- 2018 – „Corazón” (gościnnie Nego do Borel) – platynowa płyta w Polsce[24]
- 2018 – „El Préstamo” – złota płyta w Polsce[25]
- 2018 – „Marinero”
- 2018 – „Mala Mía”
- 2019 – „HP”
- 2019 – „11 PM” – złota płyta w Polsce[26]
- 2019 – „Medellín” (singiel Madonny wraz z Malumą)
- 2019 – „Hola Señorita”
- 2019 – „Qué Chimba”
- 2020 – „Maldad” (ze Steviem Aokim)
- 2020 – „Qué Chimba”
- 2020 – „ADMV”
- 2020 – „Feel the Beat” (z The Black Eyed Peas)
- 2020 – „Lo Que No Sabias” (z Reykonem)
- 2020 – „Djadja Remix” (z Ayą Nakamurą)
- 2020 – „Hawái” – złota płyta w Polsce[26]
- 2020 – „Porfa remix”
- 2020 – „Latina remix”
- 2020 – „Pa’ Ti” (z Jennifer Lopez) – złota płyta w Polsce[26]
- 2022 – „Tukoh Taka” (oraz Nicki Minaj, Myriam Fares) – złota płyta w Polsce[22]